# Trichocatantops
Trichocatantops är ett släkte av insekter. Trichocatantops ingår i familjen gräshoppor.
Kladogram enligt Catalogue of Life:
| Trichocatantops | \| \| Trichocatantops digitatus \| \| \| \| \| \| Trichocatantops villosus \| \| \| \| |
|                 | \| \| Trichocatantops digitatus \| \| \| \| \| \| Trichocatantops villosus \| \| \| \| |
|                 | Trichocatantops digitatus                                                              |
|                 |                                                                                        |
|                 | Trichocatantops villosus                                                               |
|                 |                                                                                        |